# Grand Prix der Volksmusik 2001
Der 16. Grand Prix der Volksmusik fand am 1. September  2001 in Wien (Österreich) statt. Teilnehmerländer waren wie im Vorjahr Deutschland, Österreich, die Schweiz und Südtirol. In jedem Land wurde eine öffentliche Vorentscheidung im Fernsehen durchgeführt. Dabei wurden jeweils vier Titel für das Finale ermittelt. Die schweizerische Vorentscheidung fand am 21. April  in Zürich (Moderation: Leonard und Monique), die südtirolische am 25. Mai in Meran, die deutsche am 14. Juni in Hof (Moderation: Carolin Reiber) und die österreichische am 24. Juni in Wien (Moderation: Wolfram Pirchner) statt. Die Veranstaltungen, zu denen jeweils eine CD mit allen Teilnehmern erschien, wurden live übertragen.
Das Finale wurde vom ORF im Rahmen einer Eurovisionssendung aus Wien übertragen und vom ZDF, von der SRG und von der RAI Bozen übernommen. Moderator war Wolfram Pirchner, der bereits durch die österreichische Vorentscheidung führte. Die Startfolge der Titel und Länder war zuvor ausgelost worden. Nach Vorstellung der Titel konnten die Zuschauer aus den Teilnehmerländern ihren Favorit wieder per TED bestimmen.
Am Ende der Wertung stand dann Marianne Cathomen als Siegerin des Grand Prix der Volksmusik 2001 fest. Ihr Titel Hey Baby, küss mich nochmal  hatte Wolfgang Dütting komponiert und getextet. Damit holte die Sängerin zum wiederholten Male den Sieg des Grand Prix in die Schweiz.
Als Austragungsort des nächsten Grand Prix der Volksmusik 2002 wurde unabhängig vom Land des Siegers Meran festgelegt.

## Die Platzierung der schweizerischen Vorentscheidung 2001
Die ersten vier Titel kamen ins Finale. 
| Startnr.          | Interpret          | Titel                               | Platz                      | Punkte                     |
| ----------------- | ------------------ | ----------------------------------- | -------------------------- | -------------------------- |
| 07                | Diana              | Ola la                              | 01.                        | 44                         |
| 15                | Raphael Haslinger  | One world                           | 02.                        | 41                         |
| 14                | Marianne Cathomen  | Hey Baby, küss mich nochmal         | 03.                        | 40                         |
| 12                | Claudio de Bartolo | Jeder neue Tag bringt kleine Wunder | 04.                        | 37                         |
| 10                | Mischa und Roy     | Ich will dich                       | 05.                        | 29                         |
| 01                | Marcel Schweizer   | Yo te quiero                        | 06.                        | 27                         |
| 09                | Roman Peters       | Lass uns beide träumen              | 06.                        | 27                         |
| 04                | Noelle             | Atemlos                             | 08.                        | 26                         |
| 06                | Calimeros          | Du bist der Hammer                  | 09.                        | 20                         |
| 13                | Patrizia di Bari   | Mille Grazie                        | 10.                        | 19                         |
| 02                | Sandra Simon       | Walzer d’amour                      | 11.                        | 14                         |
| 05                | Solo Rosso         | Ein warmer Sonnenstrahl             | 12.                        | 12                         |
| 11                | Simone Joelle      | Immer wieder Mut                    | 13.                        | 10                         |
| 03                | Pasquale Federico  | Mangiare                            | 14.                        | 09                         |
| 08                | Nathalie           | Wolke 7                             | 15.                        | 05                         |
| Veranstaltungsort | Veranstaltungsort  | SF Fernsehstudio 1, Zürich          | SF Fernsehstudio 1, Zürich | SF Fernsehstudio 1, Zürich |

## Die Platzierung der deutschen Vorentscheidung 2001
Die ersten vier Titel kamen ins Finale. 
| Startnr.          | Interpret            | Titel                                             | Platz              | %                  |
| ----------------- | -------------------- | ------------------------------------------------- | ------------------ | ------------------ |
| 14.               | Judith und Mel       | Alles wird gut                                    | 01.                | ?                  |
| 15.               | Johannes Kalpers     | Ein Lächeln für die ganze Welt                    | 02.                | ?                  |
| 9.                | Oliver Thomas        | Zigeunergeigen (Wo schläft dein Herz heut’ Nacht) | 03.                | ?                  |
| 11.               | Reiner Kirsten       | Da war Musik in allen Herzen                      | 04.                | ?                  |
| 1.                | Mühlenhof Musikanten | Wenn jeder Mensch ein Engel wär                   | 5.                 | ?                  |
| 2.                | Mara Kayser          | Endlich Sonne                                     | 6.                 | ?                  |
| 10.               | Daniela Merk         | Dies bisschen Zärtlichkeit                        | 7.                 | ?                  |
| 5.                | Rendezvous           | Du bist meine Melodie                             | 8.                 | ?                  |
| 8.                | Duo Nirwana          | Freiheit für die Welt                             | 9.                 | ?                  |
| 12.               | Die Himmelsstürmer   | Ich bin wieder zu Hause                           | 10.                | ?                  |
| 6.                | Sissi Brandl         | Was ist das?                                      | 11.                | ?                  |
| 13.               | Donato Plögert       | Wo sind die schönen Lieder hin                    | 12.                | ?                  |
| 4.                | Gabi Lukas           | Über allem steht die Liebe                        | 13.                | ?                  |
| 3.                | Ilja Martin          | Miteinander gehen                                 | 14.                | ?                  |
| 7.                | Mark Bender          | L.I.E.B.E                                         | 15.                | ?                  |
| Veranstaltungsort | Veranstaltungsort    | Freiheitshalle Hof                                | Freiheitshalle Hof | Freiheitshalle Hof |

## Die Platzierung der österreichischen Vorentscheidung 2001
Die ersten vier Titel kamen ins Finale. 
| Startnr.          | Interpret                   | Titel                                   | Platz | Punkte |
| ----------------- | --------------------------- | --------------------------------------- | ----- | ------ |
| 12.               | Die Edlseer & Zellberg Buam | Edlziller Party-Knüller                 | 01.   | ?      |
| 4.                | Stephanie                   | Ich heiße Stephanie                     | 02.   | ?      |
| 9.                | Die zwei Brüder             | Zauberwunderland                        | 03.   | ?      |
| 5.                | Die Gschwandtner            | Komm und tanz noch mal mit mir          | 04.   | ?      |
| 6.                | Marcell Dominik             | Einfach für dich da zu sein             | 05.   | ?      |
| 11.               | Die Zillertaler             | www.verliabt.com                        | 06.   | ?      |
| 15.               | Alpentrio Tirol             | Ich habe dich so lieb                   | 07.   | ?      |
| 8.                | Steirergold                 | Ich weiß doch, was dich glücklich macht | 08.   | ?      |
| 2.                | Zillertaler Haderlumpen     | Weit, ganz weit oben                    | 09.   | ?      |
| 7.                | Verena                      | Schließ’ deine Augen                    | 10.   | ?      |
| 14.               | Andrea Gruber               | Du bist der wundervollste Mensch        | 11.   | ?      |
| 10.               | Martin Lackner              | Hey di Ho                               | 12.   | ?      |
| 13.               | Die Kathreiner              | Heute Nacht                             | 13.   | ?      |
| 1.                | Dominik Martin              | Schöne Lieder braucht das Land          | 14.   | ?      |
| 3.                | Stad'lrock                  | Hebt die Ärsche in die Höh              | 15.   | ?      |
| Veranstaltungsort | Veranstaltungsort           | Wien                                    | Wien  | Wien   |

## Die Platzierung der südtirolischen Vorentscheidung 2001
Die ersten vier Titel kamen ins Finale. 
| Startnr.          | Interpret                | Titel                                 | Platz             | Punkte            |
| ----------------- | ------------------------ | ------------------------------------- | ----------------- | ----------------- |
| 2.                | Bergfeuer                | Ciao Marlena                          | 0?                | ?                 |
| 1.                | Vincent und Fernando     | Buona fortuna                         | 0?                | ?                 |
| 15.               | Gletscherwind            | Wo der Traum an Freiheit grenzt       | 0?                | ?                 |
| 6.                | Zeitlos und Jasmine      | Heimliche Wünsche                     | 0?                | ?                 |
| 3.                | Sonja Weissensteiner     | Dann träum ich mir meine Berge zurück | 0?                | ?                 |
| 4.                | Franzl und Die Psayrer   | Das erste Lied                        | 0?                | ?                 |
| 5.                | Die Vinschger            | Freiheit                              | 0?                | ?                 |
| 7.                | Die Trenser              | Freundschaft                          | 0?                | ?                 |
| 8.                | Marabell                 | Heute sind die Berge voll Musik       | 0?                | ?                 |
| 10.               | Angelina                 | Ich wollt ich wär dein Handy          | 0?                | ?                 |
| 9.                | Südtiroler Alpenquintett | Im Weinfass                           | 0?                | ?                 |
| 11.               | Südtiroler Spitzbuam     | Junge Adler                           | 0?                | ?                 |
| 12.               | Die Pustertaler          | Mein Herz schlägt für die Berge       | 0?                | ?                 |
| 13.               | Walder Thomas            | Tango Toscolano                       | 0?                | ?                 |
| 14.               | Südtiroler Musikanten    | Trompetenzuckerl                      | 0?                | ?                 |
| Veranstaltungsort | Veranstaltungsort        | Meran-Arena Meran                     | Meran-Arena Meran | Meran-Arena Meran |

## Die Platzierung des Grand Prix der Volksmusik 2001
| Startnr.          | Land              | Interpret                          | Titel                               | Platz                       | Punkte                      |
| ----------------- | ----------------- | ---------------------------------- | ----------------------------------- | --------------------------- | --------------------------- |
| 1.                | CH                | Marianne Cathomen                  | Hey Baby, küss mich nochmal         | 01.                         | 33                          |
| 6.                | A                 | Stephanie                          | Ich heiße Stephanie                 | 02.                         | 32                          |
| 7.                | I                 | Bergfeuer                          | Ciao Marlena                        | 03.                         | 31                          |
| 14.               | A                 | Die Edlseer & Zellberg Buam        | Edlziller Partyknüller              | 04.                         | 31                          |
| 11.               | I                 | Vincent und Fernando               | Buona Fortuna                       | 05.                         | 24                          |
| 12.               | D                 | Oliver Thomas                      | Zigeunergeigen                      | 06.                         | 23                          |
| 3.                | I                 | Gletscherwind                      | Wo der Traum an Freiheit grenzt     | 07.                         | 22                          |
| 4.                | D                 | Judith und Mel                     | Alles wird gut                      | 08.                         | 21                          |
| 5.                | CH                | Claudio de Bartolo                 | Jeder neue Tag bringt kleine Wunder | 09.                         | 20                          |
| 16.               | D                 | Johannes Kalpers                   | Ein Lächeln für die ganze Welt      | 10.                         | 20                          |
| 10.               | A                 | Die Gschwandtner                   | Komm und tanz nochmal mit mir       | 11.                         | 18                          |
| 8.                | D                 | Reiner Kirsten                     | Da war Musik in allen Herzen        | 12.                         | 11                          |
| 13.               | CH                | Raphael Haslinger und Mark Storace | One World                           | 13.                         | 09                          |
| 9.                | CH                | Diana                              | Ola la                              | 14.                         | 07                          |
| 15.               | I                 | Zeitlos und Jasmine                | Heimliche Wünsche                   | 15.                         | 06                          |
| 2.                | A                 | Zwei Brüder                        | Zauberwunderland                    | 16.                         | 05                          |
| Veranstaltungsort | Veranstaltungsort | Stadthalle Wien, Österreich        | Stadthalle Wien, Österreich         | Stadthalle Wien, Österreich | Stadthalle Wien, Österreich |

Die Titel erschienen auch auf einer CD.